# Phelsuma v-nigra
Phelsuma v-nigra is een hagedis die behoort tot de gekko's. Het is een van de soorten madagaskardaggekko's uit het geslacht Phelsuma.

## Naam en indeling
De wetenschappelijke naam van de soort werd voor het eerst voorgesteld door Oskar Boettger in 1913. De soortaanduiding v-nigra betekent vrij vertaald 'zwarte V' en slaat op de donkere, V-vormige vlek aan de keel.

### Ondersoorten
De soort wordt verdeeld in drie ondersoorten die onderstaand zijn weergegeven, met de auteur en het verspreidingsgebied.
Het geslacht omvat de volgende soorten, met de auteur en het verspreidingsgebied.
| Naam                               | Auteur         | Verspreidingsgebied                           |
| ---------------------------------- | -------------- | --------------------------------------------- |
| Phelsuma v-nigra anjouanensis      | Meier, 1986    | Comoren (Anjouan)                             |
| Phelsuma v-nigra comoraegrandensis | Meier, 1986    | Comoren (Grande Comore)                       |
| Phelsuma v-nigra v-nigra           | Boettger, 1913 | Het grootste deel van het verspreidingsgebied |

## Uiterlijke kenmerken
Phelsuma v-nigra bereikt een kopromplengte tot 4,6 centimeter en een totale lichaamslengte inclusief staart tot 11 cm. De hagedis heeft een groene kleur en heeft een vage tekening zonder strepen. Het aantal schubbenrijen op het midden van het lichaam bedraagt 97 tot 104.

## Verspreiding en habitat
Phelsuma v-nigra komt endemisch voor op de Afrikaanse eilandengroep de Comoren, en alleen op de eilanden Anjouan, Grande Comore, Mayotte en Mohéli.

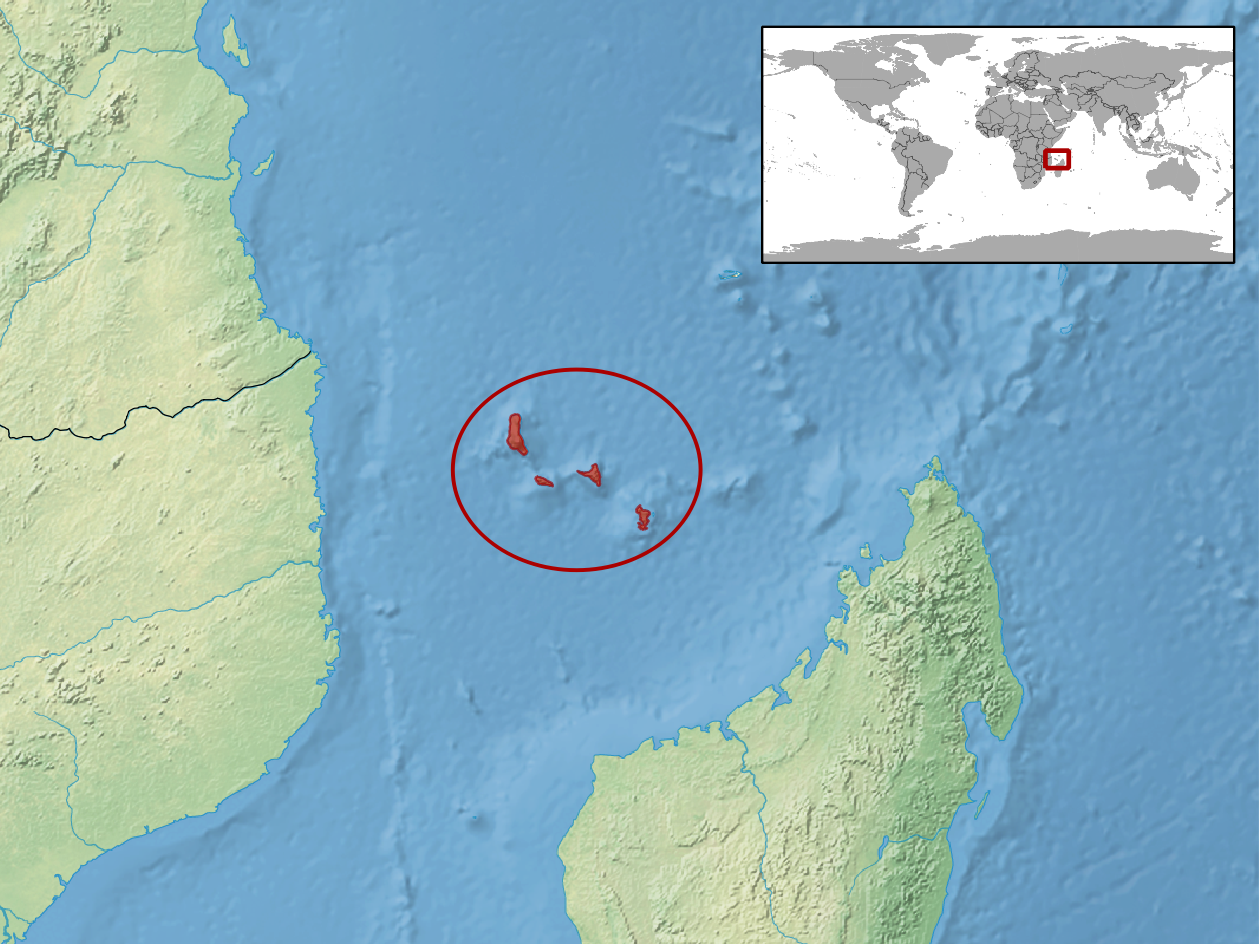
Verspreidingsgebied in het rood.

De habitat bestaat uit vochtige tropische en subtropische bossen, zowel in laaglanden als in bergstreken, en vochtige tropische en subtropische scrublands. Ook in door de mens aangepaste streken zoals plantages, stedelijke gebieden en aangetaste bossen kan de hagedis worden gevonden.

## Beschermingsstatus
Door de internationale natuurbeschermingsorganisatie IUCN is de beschermingsstatus 'veilig' toegewezen (Least Concern of LC).